# Lijst van burgemeesters van Texel
Dit is een lijst van burgemeesters van de Nederlandse gemeente Texel in de provincie Noord-Holland.
| Ambtsperiode                        | Naam burgemeester                        | Partij of stroming | Bijzonderheden                                                        |
| ----------------------------------- | ---------------------------------------- | ------------------ | --------------------------------------------------------------------- |
| 1816 - 1839                         | mr. G.C.W. Reinbach                      |                    |                                                                       |
| 1840 - 1864                         | Pieter Sijbrandsz Keijser                |                    |                                                                       |
| 1864 - 1889                         | Dirk Cornelis Loman                      |                    |                                                                       |
| 1889 - 1891                         | Constant Michel Kooy                     |                    |                                                                       |
| 1892 - 1898                         | jhr. J.C.W. Strick van Linschoten        |                    |                                                                       |
| 1898 - 1905                         | Hendrik Willem de Joncheere              |                    |                                                                       |
| 1905 - 1911                         | mr. Willem Frederik Hiddingh             |                    |                                                                       |
| 1911 - 1915                         | Egbertus Gerrit Gaarlandt                |                    |                                                                       |
| 1915 - 1925                         | H.P.A. Buysing Damsté                    |                    |                                                                       |
| 1925 - 1 oktober 1935               | W.B. Oort                                |                    |                                                                       |
| 1935 - 14 januari 1942              | mr. A.F. Kamp                            |                    |                                                                       |
| 15 januari 1942 - mei 1945          | Rijk de Vries                            | NSB                | rond april/mei 1945 fungeerde W.N. Kelder als waarnemend burgemeester |
| 7 juni 1945 - 1946                  | ir. F.L.A. Maandag                       |                    | waarnemend                                                            |
| 1946 - 1950                         | mr. G.D. Rehorst                         | PvdA               |                                                                       |
| 1 oktober 1950 - 15 november 1967   | Kees (C.) de Koning                      |                    |                                                                       |
| 1 april 1968 - 1 april 1978         | mr. Wim (W.H.) Sprenger                  | PvdA               |                                                                       |
| 16 juni 1978 - 28 augustus 1985     | Jo (J.A.) Engelvaart                     | PvdA               |                                                                       |
| 8 februari 1986 - 16 september 1993 | Ton (A.) Schipper                        | CDA                |                                                                       |
| 1 oktober 1993 - 15 september 1998  | mr. Willem (W.L.F.C.) ridder van Rappard | VVD                | was burgemeester van Holten, werd burgemeester van Noordoostpolder    |
| 16 september 1998 - 15 maart 1999   | Jaap (J.) Gutker                         | PvdA               | waarnemend                                                            |
| 16 maart 1999 - 1 oktober 2009      | mr. Joke (C.J.) Geldorp-Pantekoek        | VVD                |                                                                       |
| 20 november 2009 - 15 oktober 2015  | drs. Francine (F.C.) Giskes              | D66                |                                                                       |
| 15 oktober 2015 - januari 2016      | drs. Rinske (R.) Kruisinga               | CDA                | waarnemend                                                            |
| 21 januari 2016 - 31 mei 2023       | ir. Michiel (M.C.) Uitdehaag             | D66                | [ 3 ] [ 4 ]                                                           |
| 1 juni 2023 - december 2023         | drs. Rob (R.J.) van der Zwaag            | CDA                | waarnemend                                                            |
| 20 december 2023 - heden            | Mark (M.) Pol                            | VVD                | [ 6 ] [ 7 ]                                                           |

In het gemeentearchief Texel bevindt zich een overzicht vanaf 1354 van de burgemeesters/regenten en baljuws.